# 印奇螳属
印奇螳属（学名：Indothespis）为谷螳科的一个属。

## 下属物种
本属包括以下物种：
- 阿萨姆印奇螳 Indothespis assamensis Werner, 1935